# Sasso (Cerveteri)
Sasso is een plaats (frazione) in de Italiaanse gemeente Cerveteri.